# Оленка і виноград
«Оленка і виноград» — радянський звуковий художній фільм 1936 року за сценарієм Євгена Шварца і Миколи Олейникова, знятий режисером Антоніною Кудрявцевою. Продовження німого фільму «Розбудіть Оленку».

## Сюжет
Група піонерів проводить канікули у виноградарському радгоспі на півдні. Хлопці активно допомагали в боротьбі зі шкідниками — птахами і комахами, але найстрашнішим ворогом «самого скоростиглого у світі сорту винограду» був невловимий злодій. Оленка за допомогою своїх друзів вистежила і зловила таємничого викрадача винограду, яким виявився місцевий кухар, що підступно маскувався під радгоспного кучера.

## У ролях
- Яніна Жеймо —  Оленка
- Борис Чирков —  радгоспний кучер
- Петро Гофман —  кухар дядько Петя
- Інна Федорова — епізод
- Олександр Курков —  вчитель Борис Борисович Рощин
- Женя Воробйова — епізод
- Г. Баронов — епізод

## Знімальна група
- Автори сценарію: Євген Шварц, Микола Олейников
- Режисер: Антоніна Кудрявцева
- Оператор: Павло Посипкін, Михайло Ротінов
- Художник: Євгенія Словцова
- Композитор: Микола Стрельников, Давид Гейгнер
- Звук: Іван Дмитрієв, Євген Нестеров